# 柱につながれたキリスト (カラヴァッジョ)
『柱につながれたキリスト』（はしらにつながれたキリスト、仏: Le Christ à la colonne、英: Christ at the Column）、または『キリストの鞭打ち』（キリストのむちうち、仏: Flagellation du Christ、英: Flagellation of Christ）は、17世紀イタリア・バロック期の巨匠ミケランジェロ・メリージ・ダ・カラヴァッジオが1606-1607年にキャンバス上に油彩で制作した絵画である。伝記作者たちは誰もこの作品について言及していないため、研究者たちの間では多くの議論があったが、今日ではその様式や出来栄えから大半の研究者が真筆として認めている。1955年にフランスのルーアン美術館に購入され、以来、同美術館に所蔵されている。

## 作品
本作は、カラヴァッジオがローマから逃亡したナポリで1606年の終わりか1607年の初めに描いたと考えられる。カポディモンテ美術館 (ナポリ) に所蔵される『キリストの鞭打ち』 (1607年) とともに、この時期にカラヴァッジョが描いた2点の「キリストの鞭打ち」を表す絵画である。この絵画が伝記作者によって記述されていないのは、カラヴァッジオが南イタリアで個人コレクターのために描いた作品として彼らの目に触れなかったのが理由であると思われる。
本作も『キリストの鞭打ち』も、イエス・キリストの捕縛と尋問の後、キリストが鞭打たれる場面を描いている。この場面は伝統的に柱の前に設定されるが、その設定はおそらくピラトの判決広間を示唆している。本作では左からの光によって画面が分割され、左半分にキリスト、右半分に2人の執行人が配置されている。右端の丸い鼻の執行人はカポディモンテ美術館所蔵の『キリストの鞭打ち』の執行人中の1人、およびナショナル・ギャラリー・ロンドン蔵の『洗礼者ヨハネの首を受け取るサロメ』中の執行人と同じ人物をモデルにしている。執行人たちの卑俗な外見、彼らの行為の残虐性、光の効果による形態表現、そしてキリストの疲労した容貌は、すべて物理的リアリズムに根差している。
「キリストの鞭打ち」の最も著名な作例は、イタリア盛期ルネサンスの画家セバスティアーノ・デル・ピオンボの『キリストの鞭打ち』 (サン・ピエトロ・イン・モントリオ教会、ローマ) である。後の画家に大いに模倣されたセバスティアーノの作品は、複雑な奥行きのある空間に複数の理想化された人物を表している。カラヴァッジオもセバスティアーノの作品を念頭に置いていたに違いない。しかし、彼は空間を平面化し、人物の数を最小限にしつつ、構図の最重要の部分であるキリストの顔と胴体、そして画面から飛び出ている鞭に注意を向けるべく光を用いている。「キリストの鞭打ち」の主題で決定的なモティーフである柱は本作ではキリストの象徴以上の役割しかなく、黒色の背景に満たされる画面空間には影響を及ぼしていない。クローズアップで表される少数の人物が陰の中、上部の窓の光によって造形され、明確にされる本作は、カラヴァッジオの様式を典型的に示している。

## ギャラリー

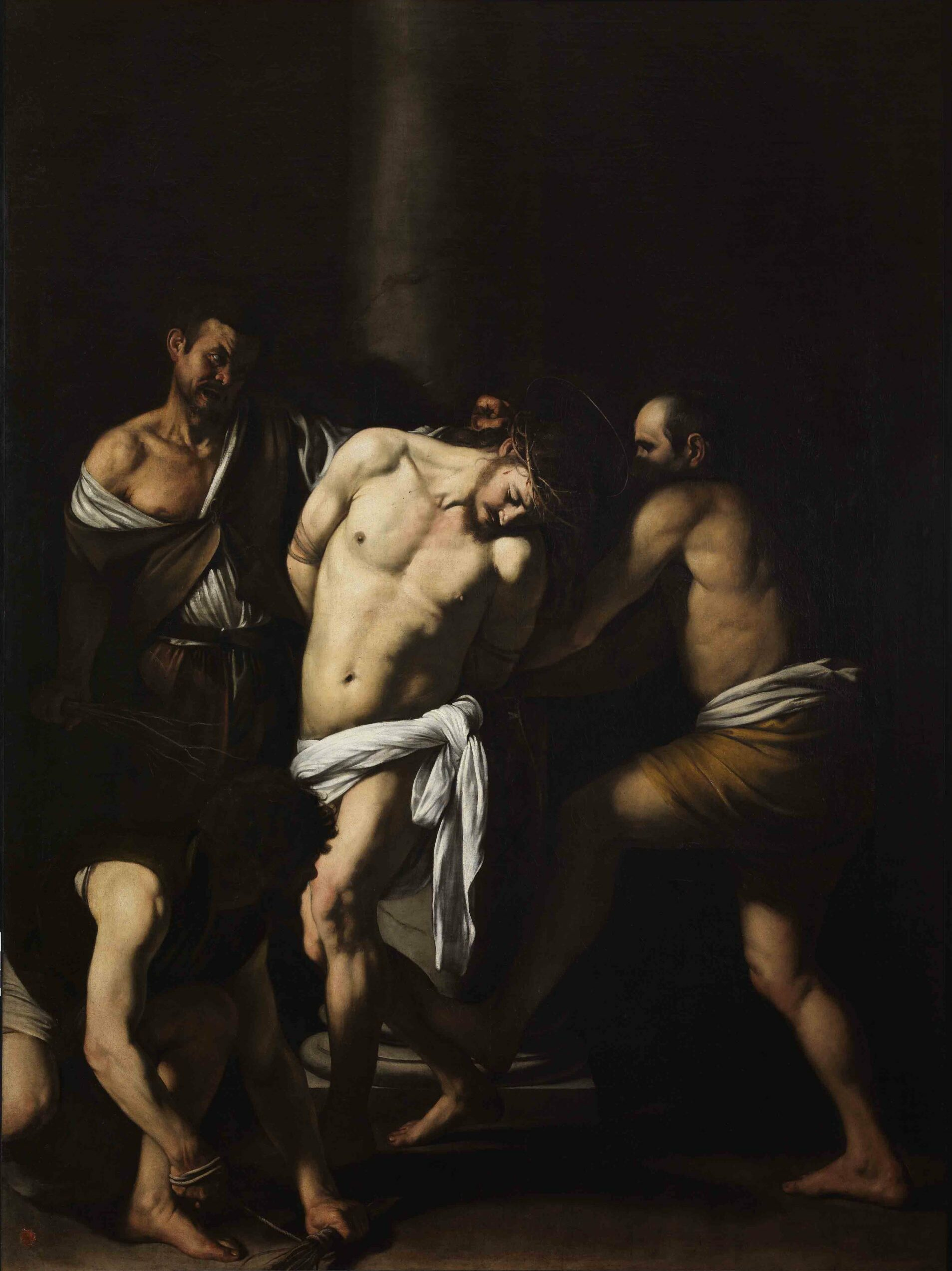
カラヴァッジオ『キリストの鞭打ち』(1607年)、カポディモンテ美術館、ナポリ
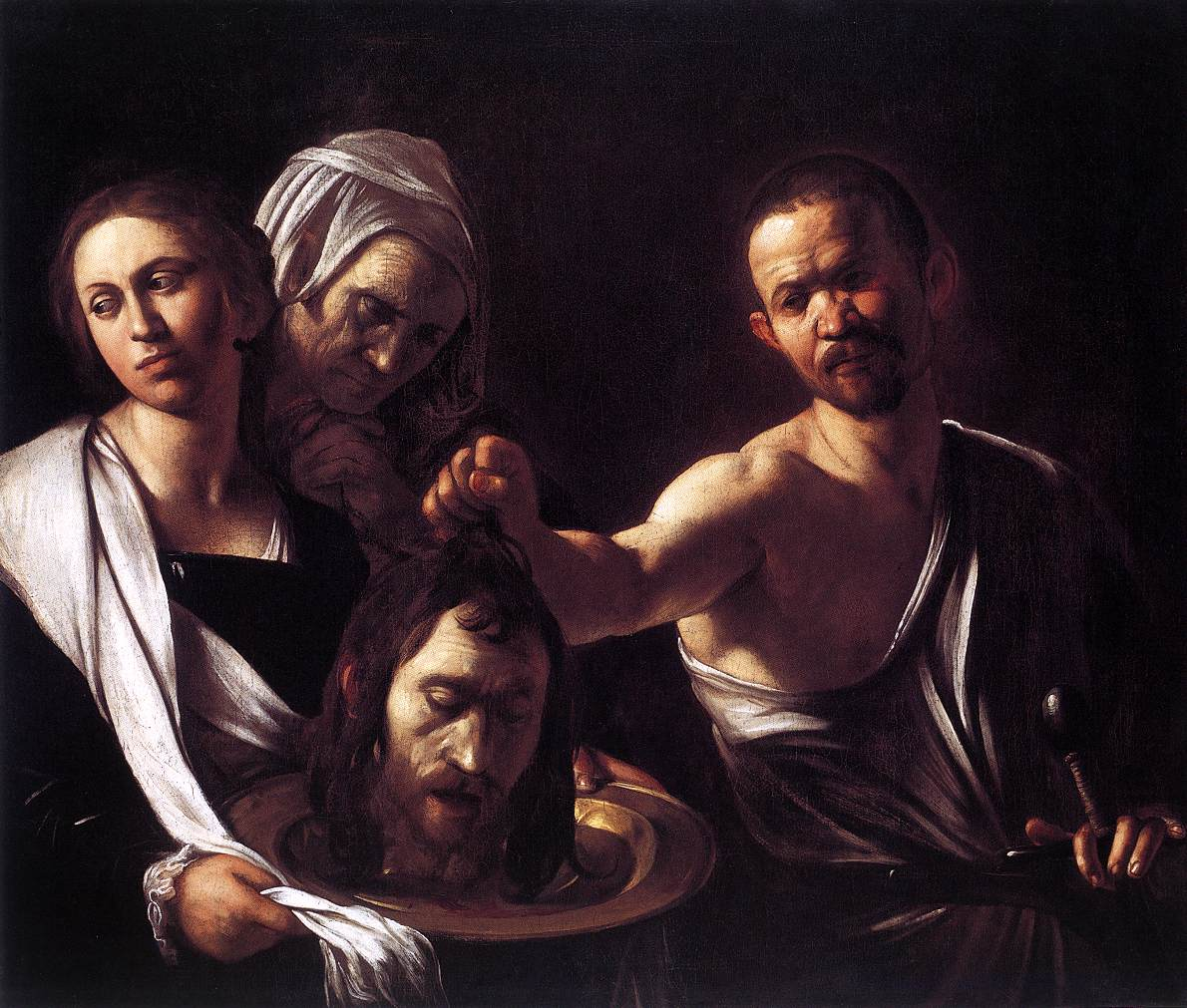
カラヴァッジオ『洗礼者ヨハネの首を受け取るサロメ』 (1605-1606年ごろ)、ナショナル・ギャラリー (ロンドン)
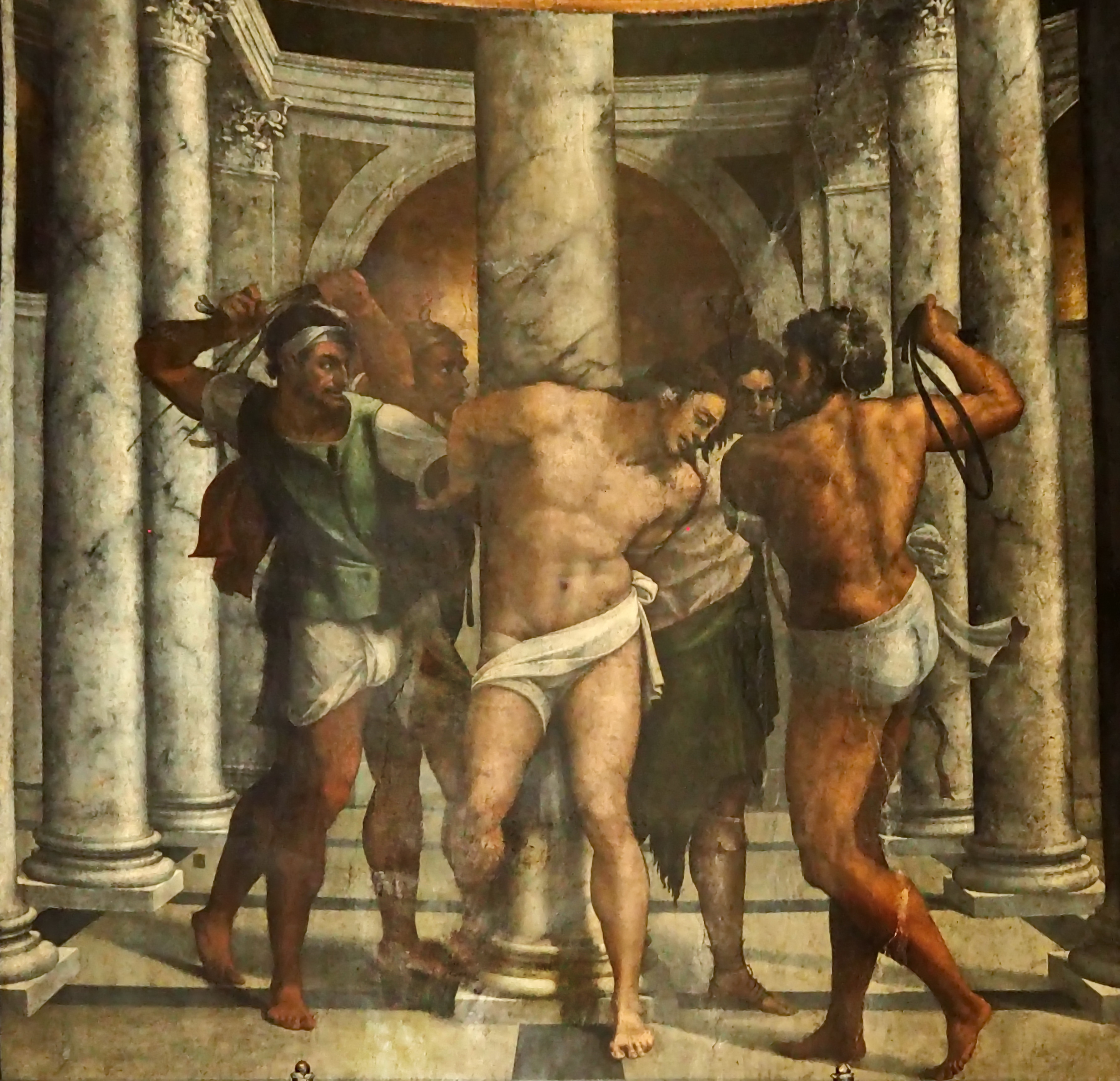
セバスティアーノ・デル・ピオンボ『キリストの鞭打ち』(1516年以降)、サン・ピエトロ・イン・モントリオ教会、ローマ